# Aéroport international José Joaquín de Olmedo
L'aéroport international José Joaquín de Olmedo, ou anciennement aéroport international Simón Bolívar, (code IATA : GYE • code OACI : SEGU) est un aéroport domestique et international desservant la ville de Guayaquil, ville et port le plus important de l'Équateur et capitale de la province de Guayas.
Il est situé à 5 km au nord du centre de Guayaquil.

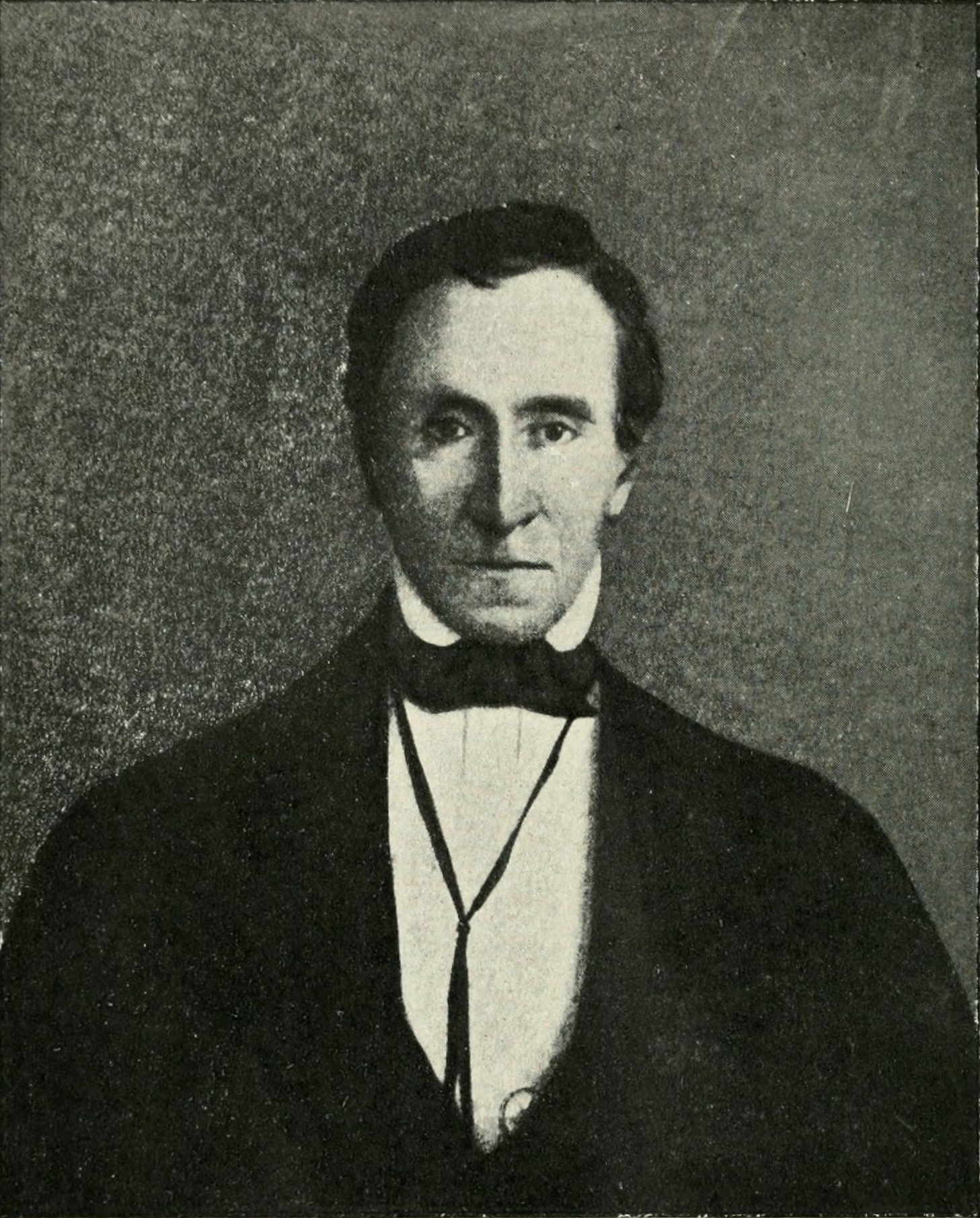
José Joaquín de Olmedo.

L'aéroport de Guayaquil a pris le nom de José Joaquín de Olmedo (1780-1847) en 2006 en hommage au poète et 1er maire de la ville de Guayaquil. Il a été également vice-président en 1830 et 1831, puis président de l'Équateur en 1845.

## Situation
| \| 100 km1:8 036 000 \|Seymour San Cristóbal Cuenca Esmeraldas Guayaquil Latacunga-Cotopaxi Manta Salinas Machala/Santa Rosa Tulcán Quito Coca Lago Agrio Loja Macas |
| 100 km1:8 036 000 |

## Scanners corporels
Les passagers ont obligation de subir un scanner corporel pour accéder au terminal. Aucune alternative n'est rendue possible, y compris pour les enfants et femmes enceintes. La procédure « d'opt-out » telle qu'elle existe aux États-Unis n'est pas implémentée.

## Distinctions
En 2011, l'aéroport est élu par Skytrax meilleur aéroport régional d'Amérique du Sud et deuxième meilleur aéroport d'Amérique du Sud dans l'absolu  .

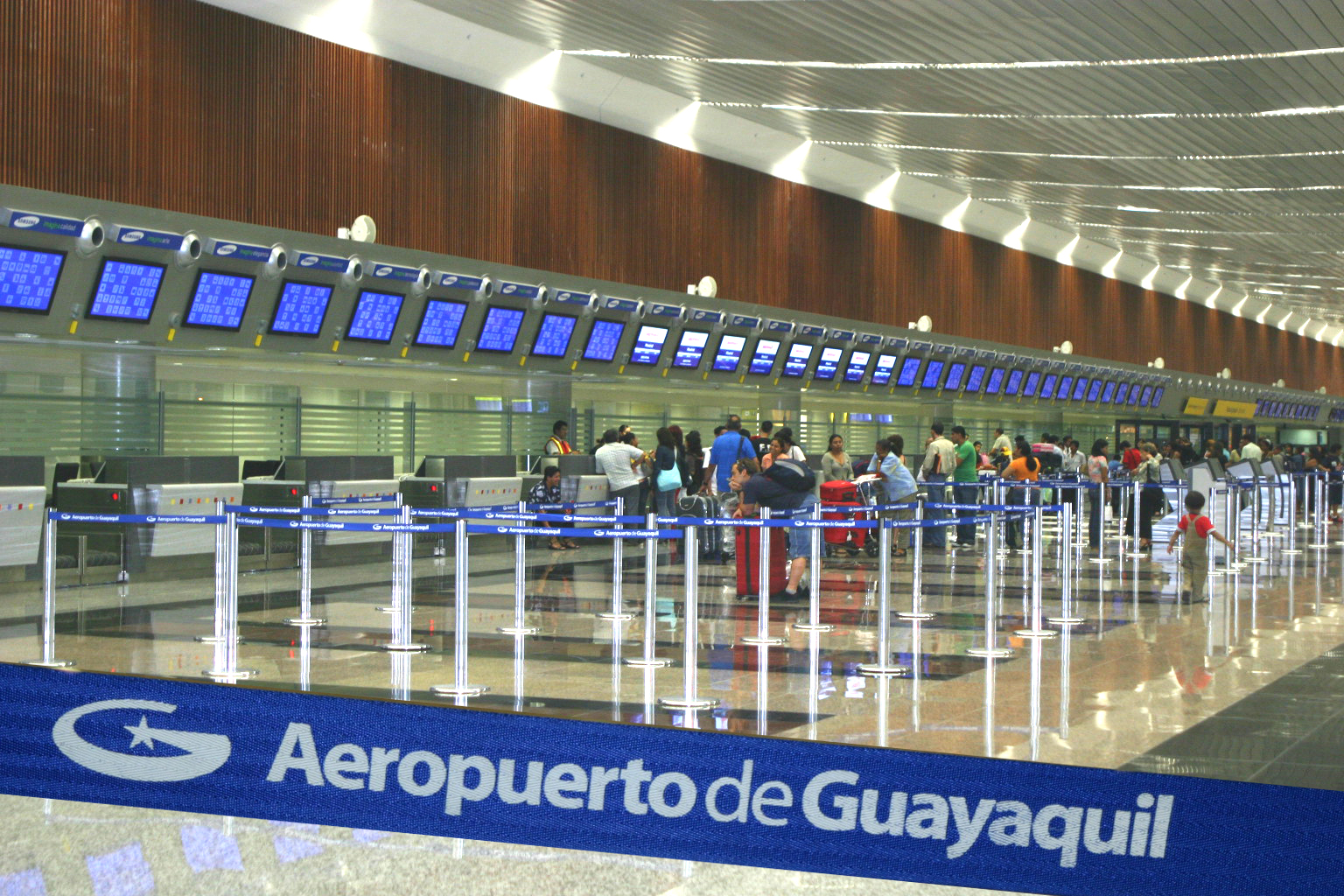
Vue à l’intérieur de l’aéroport

## Statistiques
Pour des raisons techniques, il est temporairement impossible d'afficher le graphique qui aurait dû être présenté ici.

Voir la requête brute et les sources sur Wikidata.

### Zoom sur l'impact du COVID-19
Pour des raisons techniques, il est temporairement impossible d'afficher le graphique qui aurait dû être présenté ici.

Voir la requête brute et les sources sur Wikidata.

## Compagnies aériennes et destinations

### Compagnies passagers
L'aéroport dessert tous les principaux aéroports du pays, ainsi que certaines grandes villes d'Amérique (Bogota, Miami, New York, Santiago du Chili, Lima, Caracas, etc.). Il bénéficie aussi de deux connections avec l'Europe, via Madrid et Amsterdam.
| Compagnies          | Destinations |
| ------------------- | --- |
| Air Europa          | Madrid-Barajas |
| American Airlines   | Miami |
| Arajet              | Saint-Domingue Las Américas |
| Avianca Ecuador     | Seymour, Bogota-El Dorado, New York-John F. Kennedy, Quito-M. Sucre, San Cristóbal                                                                   |
| Avianca El Salvador | San Salvador-M. O. A. Romero y Galdámez |
| Conviasa            | Caracas-Maiquetía |
| Copa Airlines       | Panama-Tocumen |
| Iberia              | Madrid-Barajas |
| JetBlue             | Fort Lauderdale-Hollywood, New York-John F. Kennedy                                                                                                  |
| JetSmart Perú       | Lima-J. Chávez |
| KLM                 | Amsterdam |
| LATAM Ecuador       | - Buenos Aires-Ezeiza, - Cuenca-M. Lamar, - Lima-J. Chávez, - Miami, - Quito-M. Sucre, - San Cristóbal, - Santiago du Chili-A.-M.-Benítez, - Seymour |
| LATAM Perú          | Lima-J. Chávez |
| Spirit Airlines     | Fort Lauderdale-Hollywood |
| Wingo               | Bogota-El Dorado |

Édité le 28/04/2019  Actualisé le 12/12/2023

### Compagnies de fret
| Compagnies aériennes | Destinations |
| -------------------- | ------------ |
| UPS Airlines         | Miami        |